# Crkva sv. Anselma i Marcele
Župna crkva sv. Anselma i Marcele je sagrađena u 6 stoljeću u Ninu u Zadarskoj županiji.

## Opis
Župna crkva svetog Anselima i Marcele sagrađena je u centru Nina u 6 stoljeću. Obnovljena 1070 godine za vladavine kralja Zvonimira. U povijesti crkva je uništavana više puta, zadnja obnova je bila u 18 stoljeću, što joj daje današnji izgled. Kapela sv. Marcele se naslanja na crkvu s bočne strane zvonika, zove se Gospa od Zečeva, datira iz 15 stoljeća. U kapeli se nalazi kip Gospe s božanskim djetetom. U unutrašnjosti kapele se nalazi nadgrobna ploča ninskog biskupa, renesansni rad Jurja Divnića. Kip je prenesen u Zadar 1646.pod navalom Mlečana, i 10 godina kasnije je vraćen u kapelicu gdje je i danas. Zvonik crkve je zapadno od crkve nekadašnje katedrale, izgrađen od klesanog kamena. Pretpostavlja se da zvonik datira iz 13 stoljeća, rekonstruiran u 17.stoljeću.
U Ninu se posebno slavi Majka božja, koja se štuje kao Gospa od Zečeva, danas je Gospino proštenje nadbiskupije Zadarske.